# Inia araguaiaensis
Inia araguaiaensis (Інія арагуайська) — південноамериканський вид річкового дельфіну з родини Інієві, виявлений в 2014 році у басейнах річок Арагуая й Токантінс, Бразилія (раніше вважали, що ці дельфіни належать до виду Інія амазонська). Чисельність арагуайської інії складає, за різними оцінками, 600–1500 особин.

## Відмінності від близьких видів
Арагуайська інія найбільш споріднена з амазонською. Раніше їх і вважали одним видом. Самостійність нового виду була встановлена на основі порівняння послідовностей ядерної та мітохондріальної ДНК. Крім того, між амазонськими та арагуайськими дельфінами є малопомітні морфологічні відмінності. Дещо сильніше арагуайські дельфіни відрізняються від болівійських (яких часто вважають підвидом амазонських).
У арагуайської інії менше зубів, ніж у найближчих родичів (24–28 штук у половині кожної щелепи, тоді як у амазонської — 25–29, а у болівійської — 31–35). Крім того, у цих видів є деякі відмінності у розмірах черепу.

## Еволюція
Судячи з відмінностей послідовностей ДНК, арагуайські та амазонські дельфіни розділилися близько 2 млн років тому. Це відбулося в той самий час, коли роз'єдналися річкові басейни Амазонки й Арагуая-Токантінс.